# Cretina de Boí
Cretina de Boí és un dibuix del segle xix, realitzat pel pintor i dibuixant català Isidre Nonell (1872 – 1911) i conservat al Museu Nacional d'Art de Catalunya. L'obra, datada entre el 1896 i el 1897, és un dibuix fet amb tinta i llapis de color sobre paper, amb unes dimensions de 30,5 x 22 cm. El dibuix va ser catalogat dins el tema «gènere i societat». Aquesta obra va ser seleccionada per al projecte Partage Plus. Digitising and Enabling Art Nouveau del portal Europeana.
El dibuix La cretina de Boí representa una dona amb cretinisme i el seu infant i pertany a una sèrie d'obres que Nonell va realitzar el 1896. La cretina de Boí i altres dibuixos foren publicats el 1911, al número 118, del setmanari Papitu. Aquests dibuixos descrivien el que va veure Nonell a Boí. Els seus dibuixos els va titular fent servir la paraula «cretí» —Cretina de Boí, Cretins, Cretins dels Pirineus, etc.— seguint el sentit original del mot, referint-se a la malaltia del cretinisme.

## La sèrie dels cretins
El pintor i dibuixant, amb 24 anys, va visitar el balneari de Caldes de Boí, propietat de la família del seu amic Juli Vallmitjana. Aquesta visita va canviar la seva visió de l'art, en contactar amb els malalts de goll i la comunitat de cretins d'aquelles valls, éssers deformes que patien nanisme i problemes mentals, a causa de l'elevada endogàmia, conseqüència de l'aïllament en què vivien.
Fins aleshores, Nonell havia estat un pintor més o menys convencional. A partir d'aquesta estada a Boí, Nonell comença a interessar-se pels col·lectius desfavorits i estigmatitzats de la societat, pels pobres, per la misèria de les persones que viuen als marges, etc., cosa que incomoda i produeix un fort rebuig en la societat de l'època. La proposta que Nonell va presentar aleshores va ser una proposta absolutament contracultural.
Nonell va tornar de Boí amb una carpeta plena d'esbossos i aquell mateix any, a l'octubre, celebrà la seva primera exposició individual a la sala d'exposicions del diari La Vanguardia. Nonell mostrà allà, per primera vegada, la seva sèrie dels cretins. Un any més tard, quan va mostrar la mateixa exposició a París, va tenir un gran ressò, el van comparar amb Francisco de Goya i, fins i tot, van arribar a acusar-lo de copiar l'estil del pintor aragonès. Tot i així, part de la crítica hi va reconèixer innovadores solucions tècniques, una sintaxi molt moderna i original i una potent temàtica.
El 2020, el Museu Nacional d'Art de Catalunya havia projectat una gran exposició dedicada a l'artista, però a causa de la pandèmia de Covid-19 l'exposició es va haver de posposar i va ser reconvertida en el llibre: Nonell. Visions des dels marges. Francesc Quílez i Eduard Vallès, comissaris del projecte, van escriure sobre Nonell:
| «                                                   | Va radicalment en contra dels gustos burgesos i, de fet, fa una esmena a la totalitat de l'art de la seva època. Apareix en el moment àlgid del Modernisme, però la seva obra va en contra de la versió més edulcorada del corrent modernista dominant; aquest corrent hedonista de París que satisfà les necessitats estètiques de la burgesia i de la clientela per a la qual treballa. Nonell se situa a la perifèria del sistema, va per lliure, és un autèntic outsider. Les seves exposicions a la Sala Parés de 1902 i 1903 van ser dos fracassos estrepitosos. Podria haver optat per triar un altre camí, però no, va persistir en el seu programa personal amb una fortalesa interior que impressiona. | » |
| — Francesc Quílez i Eduard Vallès, lavanguardia.com | |   |